# Mayreville
Mayreville é uma comuna francesa na região administrativa de Occitânia, no departamento de Aude. Estende-se por uma área de 8,17 km². Em 2010 a comuna tinha 79 habitantes (densidade: 9,7 hab./km²).